# Partito Socialista dell'Uruguay
Il Partito Socialista dell'Uruguay, in spagnolo Partido Socialista del Uruguay (PS), è un partito politico uruguayano socialdemocratico originariamente di ispirazione socialista. Fondato nel 1910, fa parte della coalizione del Fronte Ampio.